# Orde de la Banda

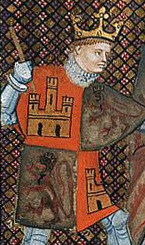
Miniatura d'Alfons XI de Castella

L'Orde de la Banda fou un orde militar del Regne de Castella. Alfons XI de Castella i Lleó, estant a Burgos l'any de 1330 va instituir l'orde de la Banda, per a encoratjar-los a defensar la religió catòlica i de passada controlar la noblesa.

Uns anys abans, en 1324, s'esmenta que un cavaller va ser premiat per la seva defensa de Baeza. Específicament, se li concedia el dret a dur adorns d'or i plata per ser cavaller de la banda d'or. Amb aquest propòsit nomenà membres de l'orde a diversos cavallers de la seva confiança. Solament eren admesos en ella els fills de les famílies més il·lustres, que havien servit amb lleialtat i honor a la corona. El distingit, però, en tenia prou amb utilitzar qualsevol veta o banda, que era de tafetà vermell, i amb sortir victoriós del duel o desafiament que dos cavallers de l'orde s'encarreguessin de sostenir, per tal de ser-hi admès. Així ho relata en la seva Crònica:
| « | <Et los primeros paños que fueron fechos para esto, eran blancos e la banda prieta (...). Et era la banda tan ancha como la mano, et era puesta en las pellotas et en las otras vestiduras desde el hombro izquierdo hasta la falda (...) mas si el caballero estuviese armado de todas la sarmas la banda debe ir no sobre los paños, sino sobre la misma armadura...>. | » |

En el capítol III de l'ordenança de la Banda, que fabla de las cosas que deben guardar los cavalleros de la Banda en lo que tañe en fechos de armas, entre moltes d'altres coses sosté que els cavallers deuen lluir siempre sobreseñales de cuerpo o de cavallo en que hubiese banda. Els colors d'aquesta banda, emblema de l'orde, canviaren al llarg dels anys. Durant el segle xv la banda també es concedí a algues dames com a divisa.

Així descriu una crònica els fets que motivaren la fundació de l'orde:
| « | <El año 1322, siendo rey don Alfonso XI, de veintiún años de edad, a los diez-i-nueve de su reinado i seis despues que salió de la tutela, estando a la sazón en Burgos preparándose para su coronación, vinieron a él los procuradores de la província...a ofrecerle el señorio para que fuese ayuntado a la corona de los reinos. Con este motivo el rey dejó Burgos i marchó de inmediato a Vitoria, donde despues de verificado el acto de posesión, instituyó en dicho año de 1332 la Orden de Caballeria de la Banda.> | » |

La coronació a Burgos del rei Alfons XI tingué lloc poc temps després de la fundació de l'Orde de la Banda i, duran la cerimònia se sap que a Burgos hi hagué cavallers en representació de l'orde i que el rei procedí a ordenar a altres de diverses parts del regne, encara que els seus noms no restaren enregistrats.
José Luis Villacañas, en La conciencia de la ética caballeresca, sosté que la fundació de l'Orde de la Banda obeïa a un intent aglutinar el poder: <<Per aconseguir-ho es necessitava sotmetre i disciplinar a la vegada a dues forces socials que, aprofitant l'anarquia castellana dels temps de Ferran IV, havien crescut fins a ofegar al poder reial, l'aristocràcia dels magnats i homes rics i, per altra banda, les ciutats. Alfons XI era conscient que en la mesura en què comptés amb una noblesa disciplinada, les ciutats podrien avenir-se a reconèixer el seu poder. Com és natural les evidències jugaven a favor del rei pel senzill fet que cap de les dues forces podien generar pau, forma i estructura d'ordre en la societat castellana>>.

## Privilegis
Als membres de l'orde se'ls concedí el privilegi de lluir guarniments d'or i plata. L'Orde de la Banda, de caràcter militar però secular, figura entre les primeres d'aquest tipus darrere l'Orde de Sant Jordi d'Hongria (1326), fundada pel rei Carles I, que perdurà fins a la regència de Maria I. Per a pertànyer a l'orde els cavallers havien de mostrar un comportament irreprotxable i una lleialtat cega vers el monarca, així com un elevat valor en les justes. Diversos monarques castellans sentiren simpatia per l'Orde de la Banda i li concediren alguns privilegis.

## El modus vivendi o estil de vida de l'Orde
L'orde era de tipus secular i cavalleresc. Els seus membres devien participar en justes i ser solidaris i lleials al rei. Les normes d'aquestes justes i les expressions de solidaritat es recollien en els estatuts de l'orde, igual que certes normes de comportament. La divisa dels cavallers d'aquesta orde era una cinta vermella de tres dits d'ample posada en situació de banda, que després que va caure en desús. Molts fills dels que hi havien format part, la van traslladar als seus escuts d'armes. Així va ser com es van trobar en la batalla del riu Salado, que el rei Alfons va guanyar als musulmans en els camps de Tarifa el dia 30 d'octubre de 1340. Dos caps de dracs en posat d'empassar-la simbolitzen així la fortalesa i valor amb què van vèncer.

## La banda reial de Castella
Es coneix com a banda reial de Castella el guió (estendard o penó que es porta al cap) d'ús militar dels reis de la Corona de Castella que indicava en el camp de batalla la presencia i situació del monarca. Aquest guió el dissenyà Alfons XI el 1332 encara que hi ha experts que assenyalen que el seu origen es remunta als primitius símbols dels comtes de Castella (una banda daurada sobre gules). Malgrat tot, s'ha d'indicar que els romans, en els bastons de comandament i maniples que portaven les legions que envaïren l'Hispànica a les ordres d'Escipió, ja lluïen llops dragants com a símbol de la lloba llegendària que alletà a Ròmul i Rem, els bessons abandonats, que es convertiren en l'emblema de Roma.
Els colors de la banda van ser canviant, igual que la importància i el caràcter de l'orde. Va ser adoptada per successius reis que van arribar a veure a la Banda com a part de la institució real. Va ser ampliant la seva base i en el segle xv la banda va arribar a ser donada a dones com a divisa. Durant el segle xv va entrar en decadència i se la considera extinta cap a 1474.
Abolida pels Reis Catòlics i restablerta per Felip V de Castella, va quedar ben aviat sepultada en l'oblit.